# Paralelo 39 S
O Paralelo 39 S é o paralelo no 39° grau a sul do plano equatorial terrestre.
Começando pelo Meridiano de Greenwich e tomando a direção leste, o paralelo 39° Sul passa por:
| País, território ou mar | Notas                                                                    |
| ----------------------- | ------------------------------------------------------------------------ |
| Oceano Atlântico        |                                                                          |
| Oceano Índico           | Passa a sul da Ilha de São Paulo, Terras Austrais e Antárticas Francesas |
| Estreito de Bass        |                                                                          |
| Austrália               | Ilha King, Tasmânia                                                      |
| Estreito de Bass        |                                                                          |
| Austrália               | Península Wilsons, Victoria                                              |
| Oceano Pacífico         | Mar da Tasmânia                                                          |
| Nova Zelândia           | Ilha Norte                                                               |
| Oceano Pacífico         |                                                                          |
| Chile                   |                                                                          |
| Argentina               |                                                                          |
| Oceano Atlântico        |                                                                          |